# Weissia felipponei
Weissia felipponei är en bladmossart som beskrevs av Thériot in Felippone 1930. Weissia felipponei ingår i släktet krusmossor, och familjen Pottiaceae. Inga underarter finns listade i Catalogue of Life.